# Raúl Castañeda
Raúl Castañeda (* 20. September 1982 in Guaymas, Mexiko; † 6. September 2017 in La Paz, Mexiko) war ein mexikanischer Boxer im Halbfliegengewicht.

## Karriere
Raúl Castañeda gewann 2003 mit Siegen gegen Carlos Tamara und McWilliams Arroyo das Qualifikationsturnier für die Teilnahme an den Panamerikanischen Spielen 2003, wo er eine Bronzemedaille erreichte. Nach Siegen gegen Juan Reveco und Winston Méndez hatte er das Halbfinale erreicht, wo er diesmal gegen Carlos Tamara ausschied.
Im Mai 2004 erreichte er unter anderem mit einem Sieg gegen Atagün Yalçınkaya das Halbfinale des Acropolis Cup in Griechenland, wo er gegen Yan Barthelemí unterlag und Bronze gewann. Im Juni 2004 gewann er noch die Titan Games in Atlanta mit einem kampflosen Finalsieg gegen Rau’Shee Warren.
Bei der amerikanischen Olympiaqualifikation 2004 hatte er gegen Sébastien Gauthier und César Seda das Finale erreicht und qualifizierte sich damit für die Olympischen Sommerspiele 2004 in Athen. Dort verlor er im Achtelfinale gegen Sergei Kasakow.
Am 29. Oktober 2005 bestritt er sein erfolgreiches Profidebüt. Im Mai 2009 unterlag er beim Kampf um den Titel WBC Continental Americas gegen Mario Rodríguez. Im Juli 2012 beendete er seine Profikarriere mit 15 Siegen und zwei Niederlagen.

## Tod
Raúl Castañeda wurde im September 2017 in seinem Fahrzeug von Unbekannten erschossen. Der Mordfall reiht sich in eine Serie von tödlichen Gewaltdelikten mit ähnlichem Ablauf gegen mexikanische Boxer in ihrem Heimatland ein: Zwischen Dezember 2016 und Juni 2018 wurden auch die WM-Herausforderer Alejandro González junior, David Lopez und Gilberto Parra in ihren Fahrzeugen erschossen.